# La Esperanza, Güémez
La Esperanza är en ort i Mexiko.   Den ligger i kommunen Güémez och delstaten Tamaulipas, i den centrala delen av landet, 500 km norr om huvudstaden Mexico City. La Esperanza ligger 354 meter över havet och antalet invånare är 108.
Terrängen runt La Esperanza är varierad. Runt La Esperanza är det ganska tätbefolkat, med 160 invånare per kvadratkilometer. Närmaste större samhälle är Guillermo Zúñiga, 14,1 km öster om La Esperanza. Omgivningarna runt La Esperanza är en mosaik av jordbruksmark och naturlig växtlighet.